# L'Hospitalet Pioners 2019
Questa voce raccoglie le informazioni riguardanti i L'Hospitalet Pioners nelle competizioni ufficiali della stagione 2019.

## Maschile

### Roster
| Roster dei L'Hospitalet Pioners (2019) |
| --- |
| Quarterback - 6 Adrià Botella Moreno - 12 Víctor Martín QB/WR Running Back - 1 Luder Pérez - 26 Aniello Porcelli Wide Receiver - 13 Oriol Puig - 15 Diego Gárcia - 22 Luis Cereceda - 80 Fredy Gonzales Offensive Linemen - 69 Javier Cribillers G - 76 Irvin Santana OT - 77 Joel Fuentes C Defensive Linemen - 47 Cristian Clerencia - 51 Raúl Neira DE - 93 Abel Térpin DT Linebacker - 10 Paul Morilla - 48 Marc Sales Defensive Back - 21 Rafael Unamuno - 23 Daniel Atienza - 32 Máximo Calero CB - 37 Guillem Casellas CB - 86 Esteve Gimeno CB/WR Special Team |

### XXXI LCFA Senior

#### Stagione regolare
| 4 novembre 2018, ore 17:00 | Argentona Bocs | 0 – 35 referto | L'Hospitalet Pioners |  |

| 17 novembre 2018, ore 15:00 | L'Hospitalet Pioners | 0 – 7 referto | Barberá Rookies |  |

| 1º dicembre 2018, ore 18:30 | Terrassa Reds | 17 – 28 referto | L'Hospitalet Pioners |  |

| 15 dicembre 2018, ore 16:00 | L'Hospitalet Pioners | 55 – 8 referto | Vilafranca Eagles |  |

| 13 gennaio 2019, ore 12:00 | Santa Coloma de Cervelló Legends | 3 – 55 referto | L'Hospitalet Pioners |  |

| 27 gennaio 2019, ore 11:00 | L'Hospitalet Pioners | 21 – 29 referto | Barcelona Uroloki |  |

| 10 febbraio 2019, ore 17:00 | Riudoms Rebels | 0 – 21 referto | L'Hospitalet Pioners |  |

| 23 febbraio 2019, ore 15:00 | Barcelona Búfals | 6 – 42 referto | L'Hospitalet Pioners |  |

| 10 marzo 2019, ore 17:00 | L'Hospitalet Pioners | 44 – 0 referto | Reus Imperials |  |

| 24 marzo 2019, ore 17:00 | Ducs Football | 7 – 70 referto | L'Hospitalet Pioners |  |

| 7 aprile 2019, ore 17:00 | L'Hospitalet Pioners | 33 – 14 referto | Barcelona Pagesos |  |

#### Playoff
| 28 aprile 2019, ore 12:00 | Barberá Rookies | 14 – 39 referto | L'Hospitalet Pioners |  |

| 11 maggio 2019, ore 17:00 | Barcelona Uroloki | 30 – 21 referto | L'Hospitalet Pioners |  |

### XXIV Copa de España

#### Fase a eliminazione diretta
| 2 novembre 2019, ore 16:00 | Osos de Rivas | 7 – 29 referto | L'Hospitalet Pioners |  |

| 9 novembre 2019, ore 15:00 | Gijón Mariners | 13 – 14 | L'Hospitalet Pioners |  |

| 24 novembre 2019, ore 12:00 | Badalona Dracs | 34 – 7 | L'Hospitalet Pioners |  |

### Statistiche di squadra
| Competizione           | %Vittorie | In casa | In casa | In casa | In casa | In casa | In casa | In trasferta | In trasferta | In trasferta | In trasferta | In trasferta | In trasferta | Totale | Totale | Totale | Totale | Totale | Totale |
| Competizione           | %Vittorie | G       | V       | N       | P       | Pf      | Ps      | G            | V            | N            | P            | Pf           | Ps           | G      | V      | N      | P      | Pf     | Ps     |
| ---------------------- | --------- | ------- | ------- | ------- | ------- | ------- | ------- | ------------ | ------------ | ------------ | ------------ | ------------ | ------------ | ------ | ------ | ------ | ------ | ------ | ------ |
| LCFA Stagione regolare | .818      | 5       | 3       | 0       | 2       | 153     | 58      | 6            | 6            | 0            | 0            | 251          | 33           | 11     | 9      | 0      | 2      | 404    | 91     |
| LCFA Playoff           | .500      | 0       | 0       | 0       | 0       | 0       | 0       | 2            | 1            | 0            | 1            | 60           | 44           | 2      | 1      | 0      | 1      | 60     | 44     |
| Coppa                  | .667      | 0       | 0       | 0       | 0       | 0       | 0       | 3            | 2            | 0            | 1            | 50           | 54           | 3      | 2      | 0      | 1      | 50     | 54     |
| Totale                 | .750      | 5       | 3       | 0       | 2       | 153     | 58      | 11           | 9            | 0            | 2            | 361          | 131          | 16     | 12     | 0      | 4      | 514    | 189    |

## Femminile

### LNFA Femenina 9×9 2019

#### Stagione regolare
| Terrassa 19 gennaio 2019, ore 16:00 | L'Hospitalet Pioners | 70 – 6 referto | Badalona Dracs | Campo de Fútbol de Can Boada |

| Barberà del Vallès 2 febbraio 2019, ore 16:00 | Barberá Rookies | 20 – 6 referto | L'Hospitalet Pioners | Instal·lacions de Can Llobet |

| L'Hospitalet de Llobregat 23 febbraio 2019, ore 15:00 | L'Hospitalet Pioners | 12 – 16 referto | Valencia Firebats | Complex Esportiu L'Hospitalet Nord |

| Barcellona 3 marzo 2019, ore 11:30 | Barcelona Búfals | 14 – 12 referto | L'Hospitalet Pioners | Camp de Futbol de la Barceloneta |

| Santa Coloma de Gramenet 17 marzo 2019, ore 11:30 | Badalona Dracs | 8 – 44 referto | L'Hospitalet Pioners | Campo de Fútbol Badalona Sud |

| L'Hospitalet de Llobregat 30 marzo 2019, ore 15:00 | L'Hospitalet Pioners | 6 – 34 referto | Barberá Rookies | Complex Esportiu L'Hospitalet Nord |

| Valencia 27 aprile 2019, ore 16:30 | Valencia Firebats | 34 – 14 referto | L'Hospitalet Pioners | Estadio Municipal Jardín del Turia |

| L'Hospitalet de Llobregat 11 maggio 2019, ore 16:30 | L'Hospitalet Pioners | 14 – 18 referto | Barcelona Búfals | Complex Esportiu L'Hospitalet Nord |

### Statistiche di squadra
| Competizione             | %Vittorie | In casa | In casa | In casa | In casa | In casa | In casa | In trasferta | In trasferta | In trasferta | In trasferta | In trasferta | In trasferta | Totale | Totale | Totale | Totale | Totale | Totale |
| Competizione             | %Vittorie | G       | V       | N       | P       | Pf      | Ps      | G            | V            | N            | P            | Pf           | Ps           | G      | V      | N      | P      | Pf     | Ps     |
| ------------------------ | --------- | ------- | ------- | ------- | ------- | ------- | ------- | ------------ | ------------ | ------------ | ------------ | ------------ | ------------ | ------ | ------ | ------ | ------ | ------ | ------ |
| LNFAF9 Stagione regolare | .250      | 4       | 1       | 0       | 3       | 102     | 74      | 4            | 1            | 0            | 3            | 76           | 76           | 8      | 2      | 0      | 6      | 178    | 150    |
| Totale                   | .250      | 4       | 1       | 0       | 3       | 102     | 74      | 4            | 1            | 0            | 3            | 76           | 76           | 8      | 2      | 0      | 6      | 178    | 150    |